# Marko Tušek (slikar)
Marko Tušek, slovenski slikar, * 23. avgust 1964, Kranj.
Tušek je diplomant slikarskega oddelka ljubljanske Akademije za likovno umetnost leta 1988. 

## Življenjepis
Marko je že kot majhen otrok veliko svojega časa preživel v očetovem ateljeju, kjer je opazoval svojega očeta Vinka Tuška, kako ustvarja slike in plastike, verjetno je že takrat dobil veselje do barve in risbe in se tako zelo zgodaj seznanil z likovnimi zakonitostmi v kompoziciji, barvi, in pojmovanju prostora. Zanimal se je tudi za mnoga druga področja vendar ga je polje vizualnosti vse bolj privlačilo. Po končani osnovni šoli se je vpisal na Srednjo šolo za oblikovanje in fotografijo v Ljubljani. Potem, ko jo konča, se odloči da gre na odsluženje vojaškega roka v Banja Luko, nato pa začne obiskovati Akademijo za likovno umetnost v Ljubljani, kjer je leta 1988 diplomiral pri prof. Emeriku Bernardu. Že kot študent se je umetniško udeleževal številnih akcij ŠOLT-a in raznih razstav. Sedaj živi in ustvarja v Kranju.
Svoje diplomsko delo je opravil pri Emeriku Bernardu nato pa je vpisal slikarsko specialko pri prof. Metki Krašovec. Med študijem ga je pritegnil eden od klasičnih modernističnih slikarskih problemov, materialnost slike, oziroma vprašanje, kako sliko osvoboditi vsakršne iluzije. Pri reševanju tega problema se je znašel pred nepremagljivimi problemi, ki so ga pripeljali v tridimenzionalni prostor. S slikovnim iluzionizmom je moral kmalu narediti nekakšen kompromis da je lahko  raziskoval odnose med snovnostjo slike in njeno sposobnostjo, da z različnimi sredstvi podaja iluzije sveta. Razvil je značilno slikarstvo, v katerem sooča različne slikarske in druge objekte (npr. najdene objekte in fotografije, les, kamen, glina, tkanina, papir, note, itd.), vse to je vpeto v njegove tridimenzionalne slike. Slike zapolni z lastnimi občutji in spomini ter tako ustvari značilno psihološko vibriranje slike. Svoje prve slike je Marko Tušek razstavil leta 1986 v Kranju in z njimi debitiral kot slikar.

## Samostojne razstave
- 1986 - Kranj, Galerija NOVA, videoambientalni projekt-CEV,
- 1989 - Kranj, Mala galerija,
- 1990 - Škofja Loka, Galerija Ivan Grohar,
- 1990 - Izola, Galerija INSULA,
- 1992 - Ljubljana, Bežigrajska galerija,
- 1993 - Bled, Hotel Astorija,
- 1996 - Ljubljana, Galerija EQURNA,
- 1997 - Kranj, CAFFE galerija - društva PUNGERT,
- 1997 - Kranj, Galerija SAVA,
- 1998 - Kranj, Gostišče ARVAJ - skupaj z V. Tuškom,
- 1999 - Ljubljana, Institut Jožef Stefan - skupaj z V. Tuškom,
- 2000 - Ljubljana, Bežigrajska galerija,

## Skupinske razstave
- 1987 - Beograd, Bienale Jugoslovanske študentske risbe,
- 1987 - Havana, Bienale Jugoslovanske študentske risbe,
- 1988 - Radlje ob Dravi, Salon ARS, Generacija 87/88,
- 1989 - Reka, Moderna galerija - 15. Bienale mladih,
- 1989 - Ljubljana, galerija Rihard Jakopič, Likovni trenutek,
- 1989 - Murska Sobota, 9. Jugoslovanski bienale male plastike,
- 1990 - Moskva, galerija TRETJAKOV,
- 1990 - Kranj, Gorenska, Goriška, Ponurje,
- 1990 - Nova Gorica, Gorenska, Goriška, Pomurje,
- 1990 - Ljubljana, galerija ŠKUC, Slike ?
- 1991 - Reka, Moderna galerija, 16. Bienale mladih,
- 1992 - Ljubljana, galerija  Rihard Jakopič, Majski salon 92,
- 1992 - Kranj, Ex-Tempore 92,
- 1992 - Piran, Ex-Tempore 92,
- 1992 - Ljubljana, Razstava Mreže za Metelkovo v  stari toplarni,
- 1992 - Oderzo, Palazzo Foscolo (it.), Vile e palazzi - Muse di Pietra,
- 1993 - Ljubljana, galerija Rihard Jakopič, Majski salon 93,
- 1993 - Bled, Vila Bled, razstava  Mini Priex Lucas 93, ( razstava se je selila v Ljubljano, Madrid, Torino, Pordenone in Budimpešto),
- 1993 - Ljubljana, Razstava Mreže za Meteljkovo- ob zavzetju kasarne na Meteljkovi,
- 1993 - Kranj, Mala galerija in galerija v mestni hiši, 1. Bienale mesta Kranj,
- 1994 - Ljubljana, nova galerija Filipovega dvorca, Slovenija odprta za umetnost,
- 1994 - Sežana, KC Srečko Kosovel, Slovenija odprta za umetnost,
- 1995 - Bologna, Galleria Civica d'Arte Moderna, Forma Eterna,
- 1995 - Ljubljana, galerija Smelt, Mini Prix Lucas 95,
- 1995 - Budimpešta, galerija Studio, Čas kot struktura, metoda kot pomen,
- 1995 - Trst, Soprintendwinza di BAAAAS, "Arte  Slovena Contempoaranea"
- 1995 - Kranj, Mala galerija in galerija v mestni hiši, 2. Bienale mesta Kranj,
- 1996 - Velenje, Slovenija odprta za umetnost 95,
- 1996 - Kranj, Risbe in slike na papirju v prostoru  Alpe-Jadran,
- 1996 - Monfalcone, mednarodno srečanje in razstava -Arte open,
- 1996 - Kranj, Likovni umetniki za Prešernovo mesto,
- 1997 - Washington, galerija-poslovna stavba IFC Washington,ART COLECTION-(Otvoritev zbirke IFC),
- 1998 - Kranj, Mala galerija, Risbe in slike na papirju v prostoru Alpe-Jadran,
- 1999 - Ljubljana, galerija Rihard Jakopič, Majski salon 99,
- 2000 - Kranj, Mala galerija in galerija v mestni hiši, 4. Bienale mesta Kranj,

## Priznanja in nagrade
- 1992 - Ljubljana, Nagrada Majski salon '92 -galerija Rihard Jakopič, razstava ZDSLU,
- 1992 - Kranj, 1. nagrada na Ex-Tempore '92,
- 1993 - Bled, Priznanje Mini Prix Lucas '93 -natečaj malega formata- vila Bled,
- 1995 - Ljubljana, Mini Prix Lucas '95 -bienale male plastike- v SMELT,